# Salvatierra
Salvatierra là một đô thị thuộc bang Guanajuato, México. Năm 2005, dân số của đô thị này là 92411 người.